# シャフハウゼン州
シャフハウゼン州（シャフハウゼンしゅう、スイスドイツ語: Kanton Schafuuse, 標準ドイツ語: Kanton Schaffhausen）は、スイスのカントン（州）。人口は7万9800人（2015年12月）、州都はシャフハウゼン。26の基礎自治体に分かれている。

## 地理

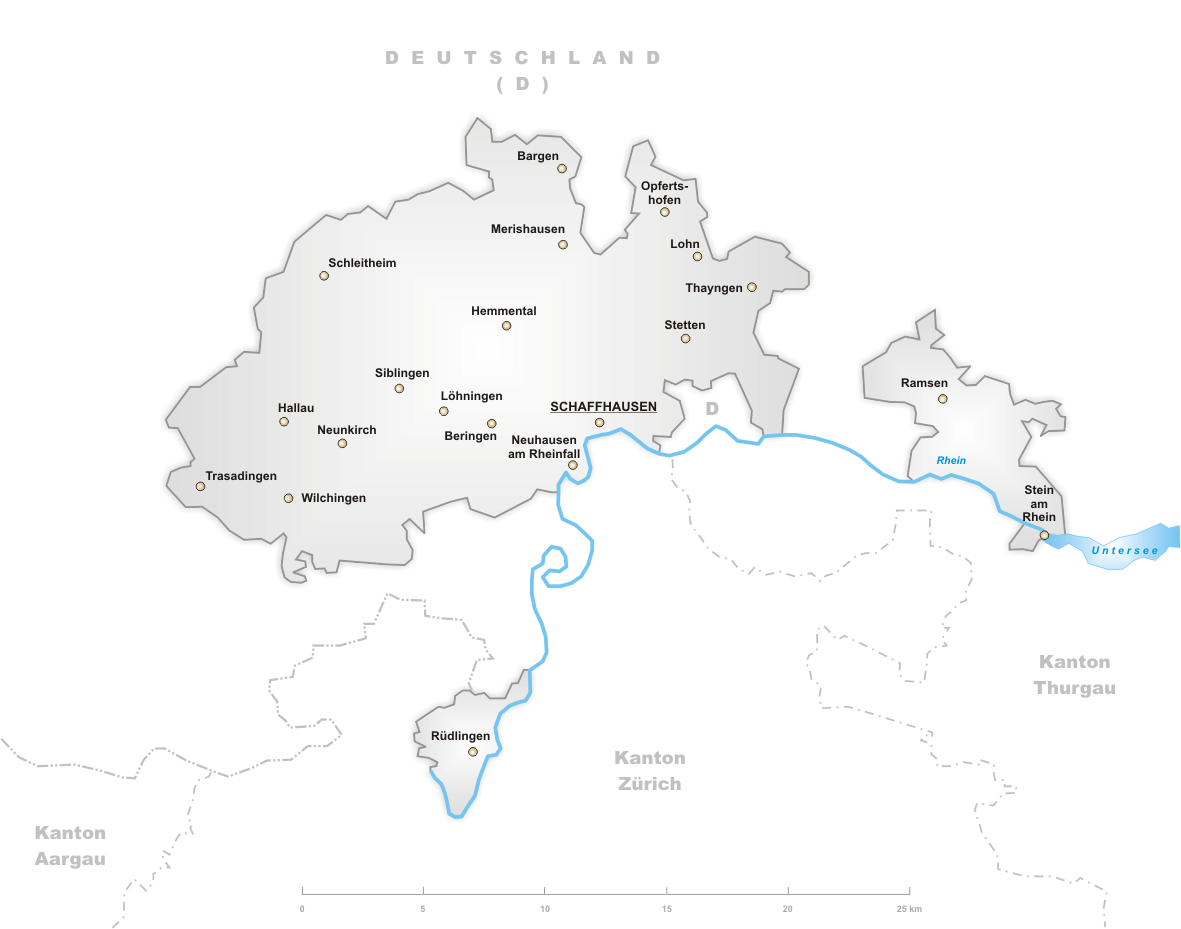
シャフハウゼン州の地図

シャフハウゼン州はスイスの北東部に位置している。

### 隣接している州
- 北・東・西：ドイツのフライブルク、ドナウエシンゲン、トゥットリンゲンなどの国境
- 南：トゥールガウ州、チューリッヒ州

## 政治
選挙は義務投票制。